# Чайлдерс, Лии Блэк
Лии Блэк Чайлдерс (англ. Leee Black Childers, при рождении Ли Блэк Чайлдерс (англ.  Lee Black Childers); 24 июля 1945, округ Джефферсон, Кентукки — 6 апреля 2014, Лос-Анджелес, Калифорния) — американский фотограф, писатель и тур-менеджер, «летописец наследия сценического скрещивания рок-музыки и гей-культуры». С детских лет начал писать своё имя с трёх, а не двух «и».

## Биография
Чайлдерс вырос в Кентукки и учился в Южном колледже Кентукки недалеко от Луисвилля, до переезда в Сан-Франциско, а затем — в 1968 году — в Нью-Йорк.
Чайлдерс начал как фотограф, снимая трансвеститов. Вскоре его заметил Энди Уорхол и пригласил работать у него. Чайлдерс сделал себе имя фотографируя художников, музыкантов и других гостей нью-йоркской «Фабрики». В начале 1970-х годов он руководил постановкой Уорхола «Свинина» режиссёра Тони Инграссии в лондонском «Раундхаусе». С 1982 по 1984 годы был помощником Уорхола на «Фабрике» и фотографировал приезжих знаменитостей, деятелей контркультуры и музыкантов, особенно звёзд панк-рока и новой волны, таких как Руби Линн Рейнер, Дебби Харри, Джейн Каунти и Sex Pistols. Также работал тур-менеджером у Дэвида Боуи, Игги Попа, Джонни Тандерса и Mott the Hoople и ряда других рок-исполнителей.
В 2012 году Чайлдерс опубликовал книгу Drag Queens, Rent Boys, Pocket Picks, Junkies, Rockstars and Punks, представляющую собой коллекцию некоторых его фоторабот с предысториями, которые, помимо этого, выставлялись в галереях Лондона (2011 год) и Лос-Анджелеса (март 2014 года).
В 2010 году Лии Чайлдерс дал интервью для документального фильма Danny Says (сам филм был выпущен в начале 2016-го), наряду с Дэнни Филдсом, Игги Попом и Элисом Купером.
Чайлдерс умер в Лос-Анджелесе 6 апреля 2014 года в возрасте 68 лет. Причина смерти не разглашалась.